# Stanley Vestal
Stanley Vestal, né le 15 août 1887 et mort le 25 décembre 1957, est un écrivain, poète et historien américain.

## Biographie
Walter Stanley Vestal est né près de Severy (Kansas) le 15 août 1887, de Walter Vestal and Isabella « Daisy » Vestal. Le père de Vestal est mort quand il était jeune. Sa mère s'est remariée et Vestal a pris le nom Walter S. Campbell de son beau-père. Vers 1889, la famille de Campbell quitte le Kansas pour le Territoire de l'Oklahoma.
Vestal termine ses études à Southwestern Oklahoma State University et reçoit la Bourse Rhodes, obtenant un B.A. et un M.A. en anglais à Oxford. Vestal devient professeur à l'Université d'Oklahoma après avoir servi comme capitaine dans un régiment d'artillerie de la Première Guerre mondiale.
Entre 1927 et sa mort d'une crise cardiaque à Noël 1957, Vestal écrit plus de vingt livres et 100 articles sur le vieil Ouest. Il est enterré au Custer National Cemetery de Bighorn County (Montana).